# مود، نیوساوت ولز
مود (به انگلیسی: Maude) یک روستا در استرالیا است که در نیو ساوت ولز واقع شده‌است.